# Werner Israel
Werner Israel (Berlín, República de Weimar, 4 de octubre de 1931 - Victoria, Canadá, 18 de mayo de 2022) fue un físico canadiense.

## Biografía
Nació en Berlín, Alemania. En 1936 ante el auge del nazismo en Alemania, su familia se traslada a Sudáfrica, asentándose en Ciudad del Cabo, donde creció. En 1951 recibió el Bachelor of Science y en 1954 el Master of Science en la Universidad de Ciudad del Cabo. En 1960 se doctoró en el Trinity College de Dublín.
En 1990, junto con Eric Poisson, Israel investigó sobre el interior de los agujeros negros, y, siguiendo una sugerencia de Roger Penrose, descubrió el fenómeno de la inflación de la masa (que no debe ser confundido con el concepto de inflación cósmica).
Fue un fellow en el programa cosmológico del Canadian Institute for Advanced Research. Fue profesor de física en la Universidad de Alberta hasta 1996. En ese mismo año fue designado profesor adjunto de física y astronomía en la Universidad de Victoria. Coeditó junto con Stephen Hawking dos importantes volúmenes.

## Obras

### Libros
- Israel W. y Hawking, S. W. (1987). Three Hundred Years of Gravitation. Cambridge University Press. ISBN 0521343127.

### Artículos
- Israel W., Poisson E. (1990). «Internal structure of black holes». Phys. Rev. D 41 (6). p. 1796.